# En ovanligt torr sommar
En ovanligt torr sommar är en roman av Peter Robinson, utgiven i Storbritannien år 1999. Engelska originalets titel är In a Dry Season. Annika Preis översatte romanen till svenska 2001. Romanen är den tionde i serien om kommissarie Banks.

## Handling
Ruinerna av en gammal by, som under 40 år legat på botten av en damm, torrläggs under en mycket torr sommar. En liten pojke leker bland ruinerna och råkar av en märklig slump stöta på ett människoskelett under golvet i ett av husen. Polisen konstaterar snabbt att benresterna, tillhörande en ung kvinna, är från modernare tid även om de måste ha begravts på platsen senast under 1940- eller 50-talet. Kommissarie Banks, nyskild och utbränd samt ute i kylan efter bråk med sin chef Riddle, får en chans att ta sig an fallet tillsammans med den yngre kollegan Annie Cabbot. Parallellt med att Banks och Cabbot nystar i händelser som går tillbaka många decennier varvas berättelsen med en för läsaren okänd persons anteckningar om vad som hände i byn den gången.